# Louis Spohr

Porträt des Komponisten Ludwig (Louis) Spohr 1824 in Kassel von Johann August Nahl dem Jüngeren

Louis Spohr (* 5. April 1784 in Braunschweig; † 22. Oktober 1859 in Cassel), auch Ludwig Spohr (Taufname Ludewig), war ein deutscher Komponist, Dirigent, Gesangspädagoge, Organisator von Musikfesten und ein Violinist von internationalem Ruf; neben dem Italiener Niccolò Paganini zählt er zu den größten Geigern seiner Zeit. Spohr war bereits zu Lebzeiten eine Berühmtheit und galt nach dem Tod von Carl Maria von Weber (1826) und Ludwig van Beethoven (1827) bis zum Durchbruch der Werke von Franz Schubert, Felix Mendelssohn Bartholdy und Robert Schumann ab Mitte der 1840er Jahre als der bedeutendste lebende deutsche Komponist.

## Leben

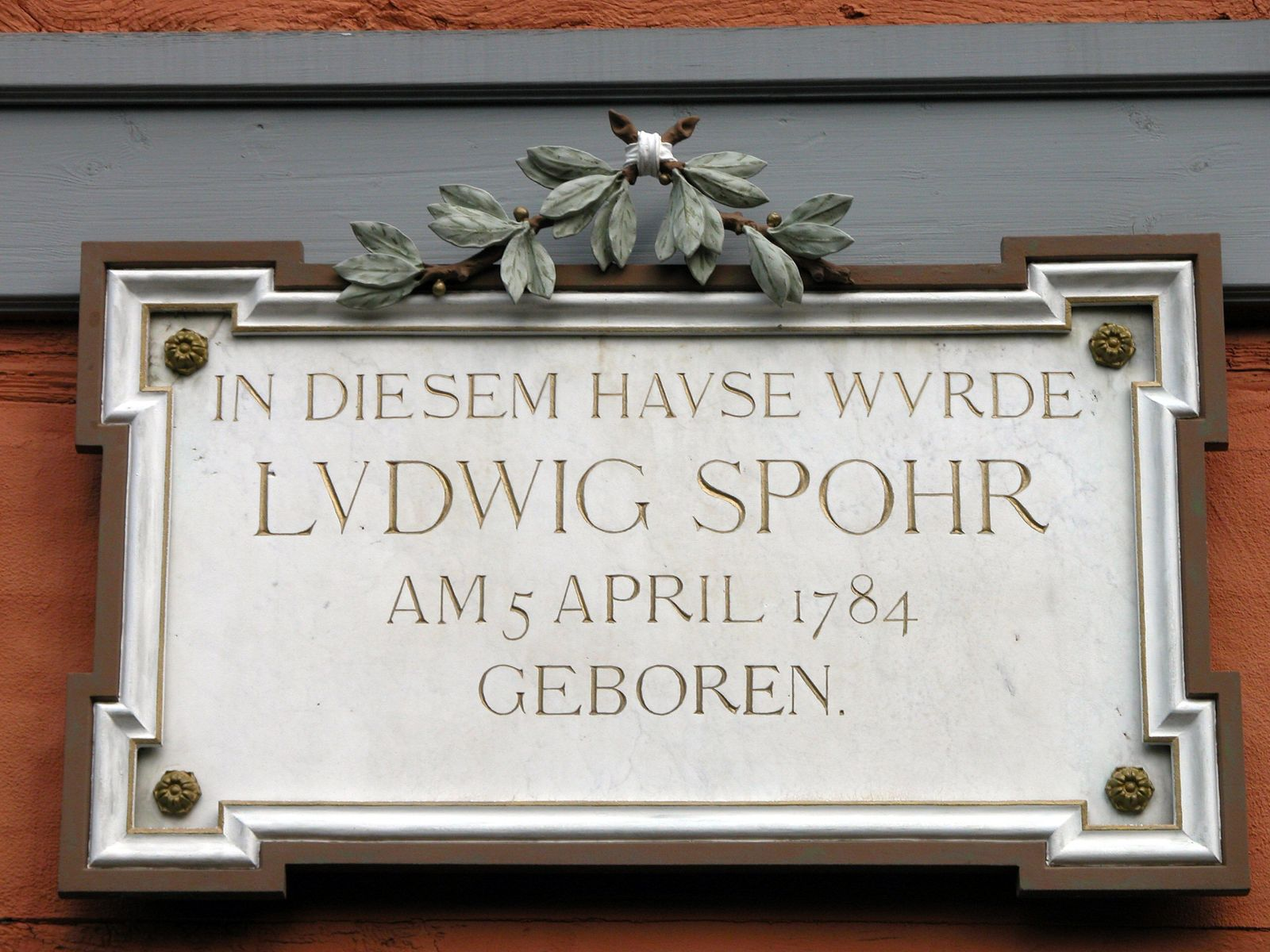
Gedenktafel an Spohrs Geburtshaus, dem Spohrhaus in Braunschweig

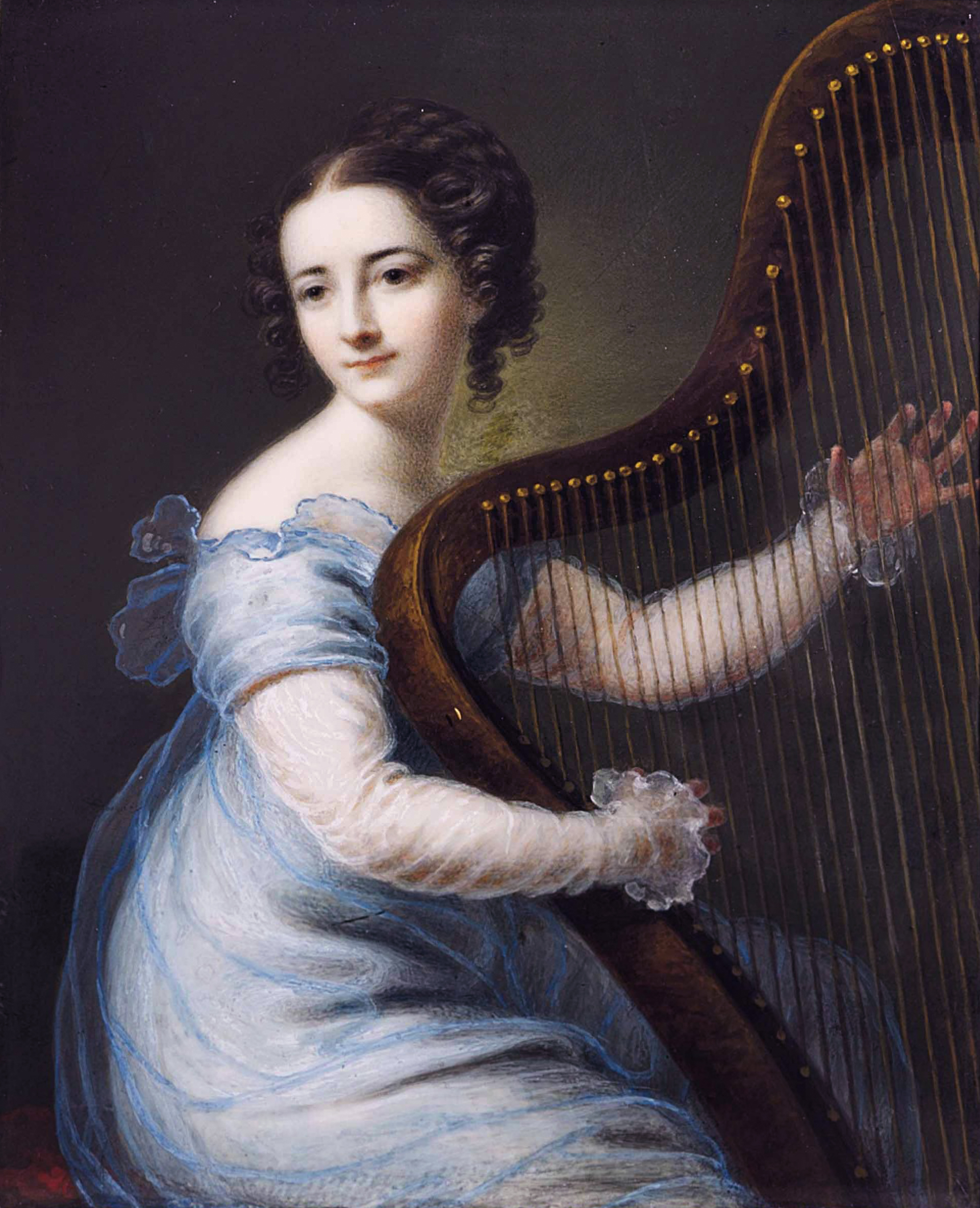
Dorette Scheidler (Karl Gottlob Schmeidler)

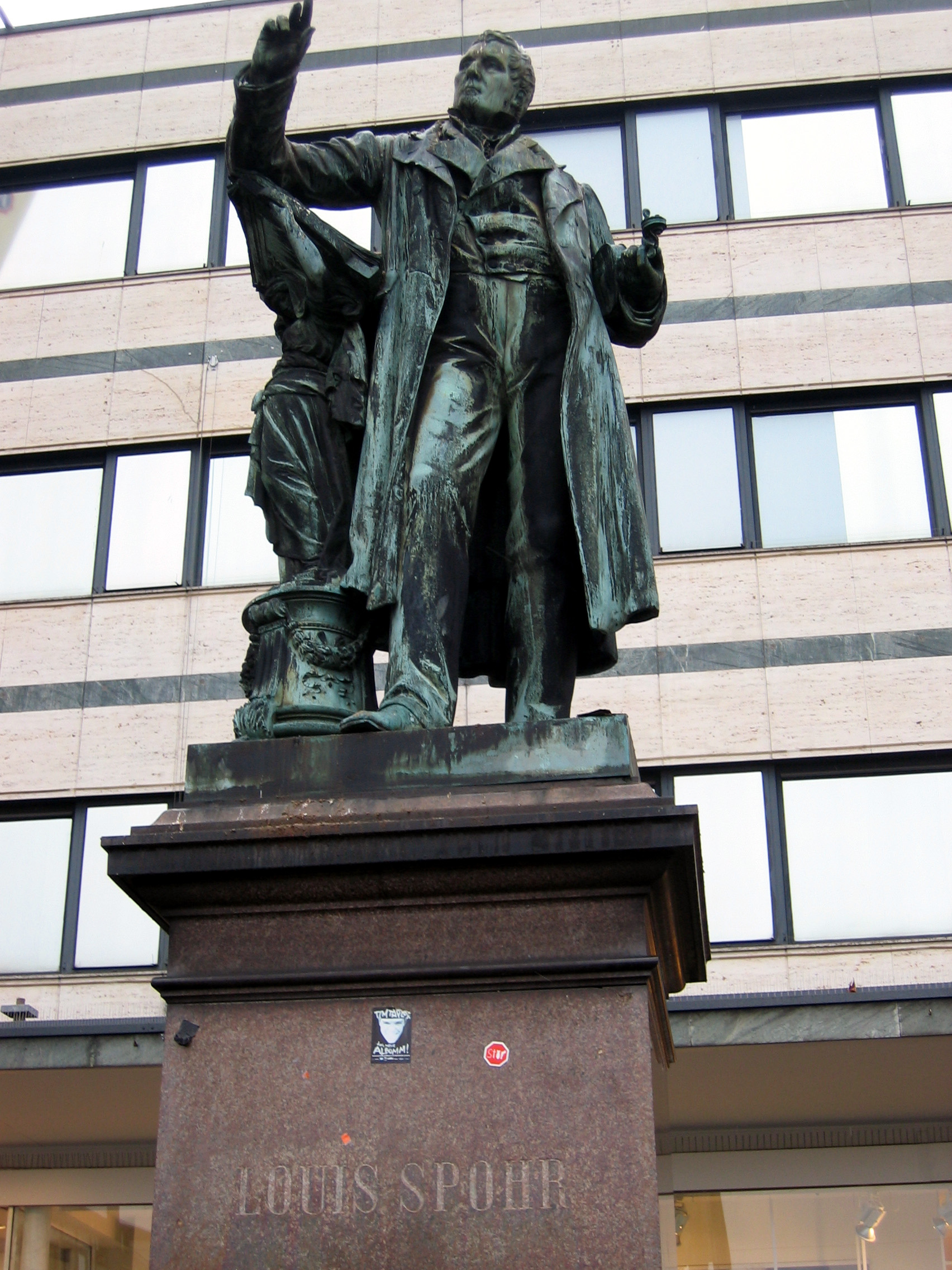
Spohrs Denkmal in Kassel, 1883 eingeweiht

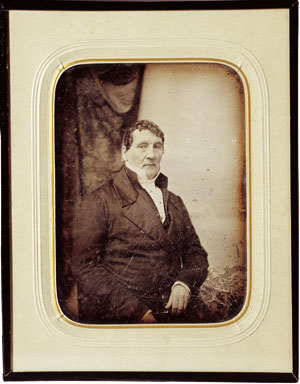
Louis Spohr, Daguerreotypie um 1840

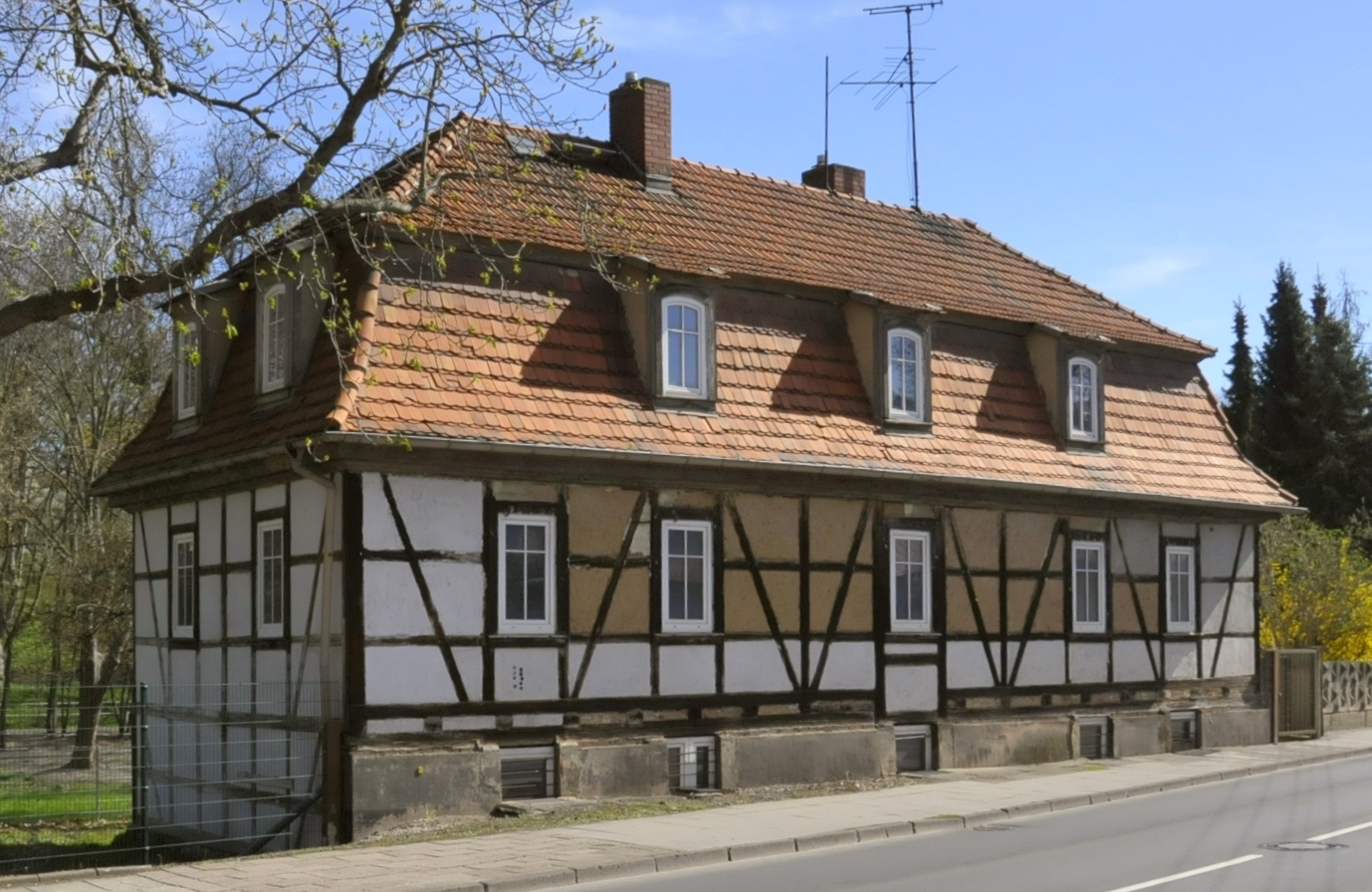
Spohr-Wohnhaus in Gotha

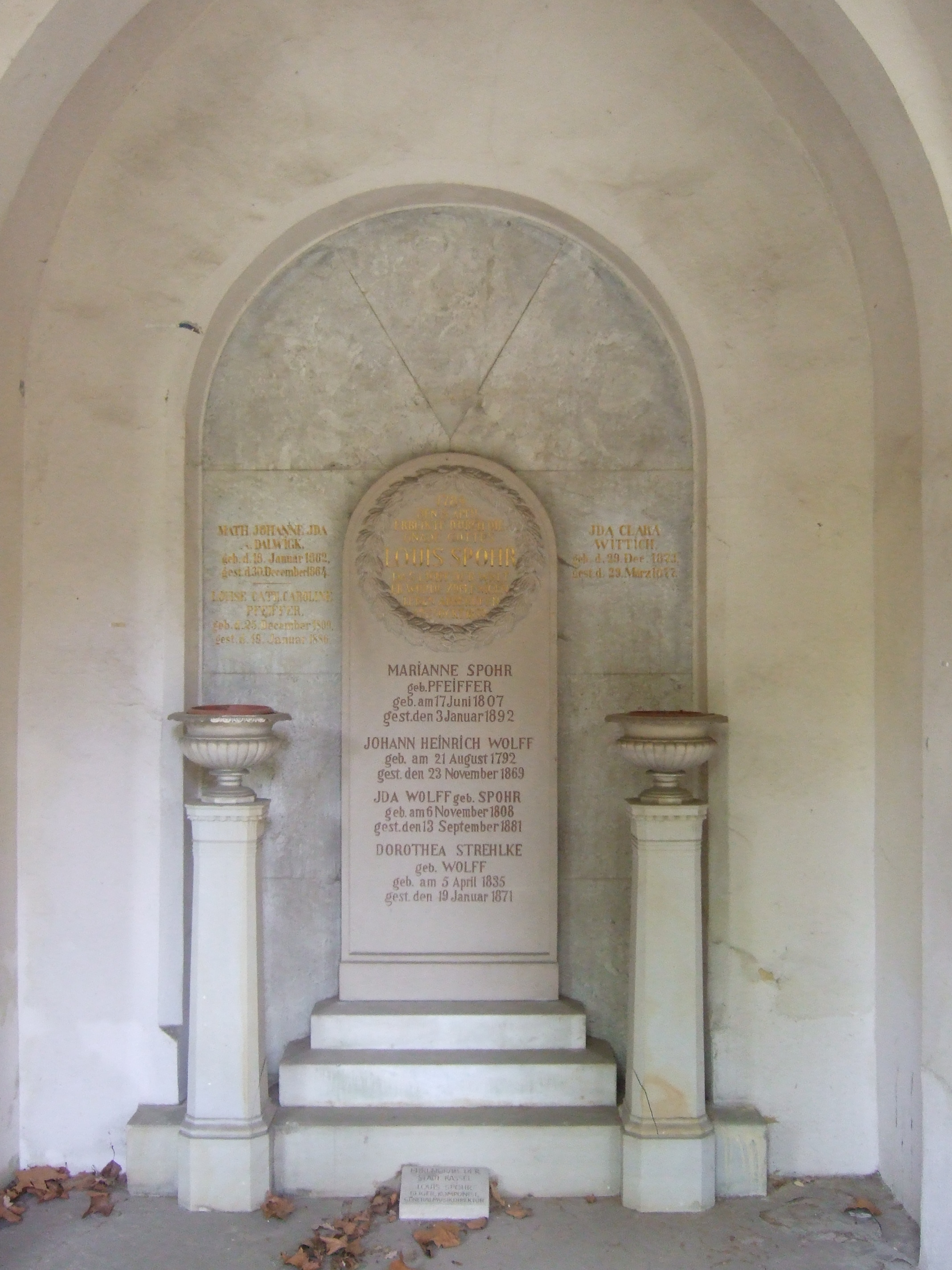
Grab von Louis Spohr im Mausoleum auf dem Hauptfriedhof in Kassel

Spohr wurde als das älteste Kind des Medizinalrates Karl Heinrich Spohr (1756–1843), der 1786 als Physikus nach Seesen am Harz versetzt wurde, und seiner Frau Ernestine Henke (1763–1840) geboren. Das Kind zeigte früh sein musikalisches Talent, so dass es schon im fünften Lebensjahr gelegentlich in den musikalischen Abendunterhaltungen der Familie mit seiner Mutter Duette singen konnte. Mit zwölf Jahren wurde Spohr nach Braunschweig geschickt, um sich bei gleichzeitigem Gymnasialunterricht am Katharineum in der Musik ausbilden zu lassen. Hier wurden Gottfried Kunisch und später Charles Louis Maucourt seine Violinlehrer; der Organist Carl August Hartung unterrichtete ihn kurze Zeit im Fach Komposition. Nach Spohrs eigener Versicherung war dies die einzige Unterweisung, die ihm in Harmonielehre und Kontrapunkt zuteilwurde, so dass er die Fähigkeiten, die er gerade auf diesem Gebiet besaß, hauptsächlich eigenem Fleiß und Talent zu danken hatte.
Mit 15 Jahren ernannte ihn Herzog Karl Wilhelm Ferdinand von Braunschweig zum Kammermusiker und versprach ihm, ihn zu weiterer Ausbildung noch einem großen Meister zu übergeben. Spohr wünschte sich Viotti, der aber nicht mehr unterrichtete. 
Die Wahl fiel auf den Geiger Franz Eck (1774–1804), der im Begriff war, eine Kunstreise nach Russland anzutreten. Spohr begleitete ihn und kehrte erst im Juli 1803 nach Braunschweig zurück. Hier traf er Pierre Rode (1774–1830) an (einen Meisterschüler von Viotti), dessen Spiel nachhaltigen Einfluss auf seine weitere Entwicklung ausübte. Spohrs Ruf als Violinvirtuose verbreitete sich nun rasch. Im Dezember 1804 debütierte er mit zwei spektakulären Konzerten im Leipziger Gewandhaus. 
1805 erhielt er die Konzertmeisterstelle in Gotha. In dieser Stellung verblieb er bis 1813 – unterbrochen von mehreren Kunstreisen, die er mit seiner Gattin unternahm. 1806 heiratete er die Harfen- und Klaviervirtuosin Dorette Scheidler (1787–1834), mit der er drei Töchter hatte. Die Tochter Ida heiratete den Architekten Johann Heinrich Wolff (1792–1869), und einer seiner Enkel war der Schriftsteller Louis Wolff. Am 26. Januar 1807 wurde er in Gotha in die Freimaurerloge Ernst zum Compaß aufgenommen.
1813 folgte er einem Ruf als Konzertmeister des Theaters an der Wien. Dort traf er mehrfach mit Beethoven zusammen, der ihn und seine Familie auch zu Hause besuchte. Spohr hat die denkwürdigen Begegnungen in seiner Autobiographie geschildert. Wegen Zwistigkeiten mit dem Direktor des Theaters, Graf Ferdinand von Pálffy, legte er dies Amt bereits nach zwei Jahren nieder und trat wiederum Kunstreisen an. Sie führten ihn durch die Schweiz, Italien und die Niederlande und zu einer ersten persönlichen Begegnung mit Niccolò Paganini. Im Winter 1817 übernahm er die Kapellmeisterstelle am Theater in Frankfurt am Main und die Leitung des Orchesters der Frankfurter Museumsgesellschaft. Hier brachte er 1818 seine Oper Faust und 1819 Zemire und Azor zur Aufführung, welche beide enthusiastischen Beifall fanden. Gleichwohl verließ Spohr im September des Jahres Frankfurt und begab sich erneut auf Kunstreisen nach Belgien und Paris. 1820 reiste er – auf Vermittlung von Ferdinand Ries – nach London.
Nach viermonatigem Aufenthalt ruhmgekrönt zurückgekehrt, ließ er sich in Dresden nieder. Im folgenden Jahr erhielt er auf Veranlassung von Carl Maria von Weber die Berufung als Hofkapellmeister nach Kassel und trat im Januar 1822 sein neues Amt an. Als Dirigent trug Spohr zur Entwicklung moderner Orchesterkultur bei. Bereits beim Musikfest 1810 erregte seine neue Dirigiertechnik „mit einer Papierrolle, ohne alles Geräusch“ Aufsehen, ebenso wie zehn Jahre später in London sein Dirigat mit einem Taktstock. Größere Virtuosenreisen unternahm er von nun an nicht mehr. Er machte sich um das Musikleben der Stadt Kassel verdient, wobei er das Niveau des Orchesters auf eine nie zuvor erreichte Höhe brachte und einen Gesangverein für Oratorienmusik gründete.
Bedeutend war seine Tätigkeit als Lehrer und Komponist. Als Lehrer wurde er das Haupt einer Violinschule, wie sie Deutschland seit Franz Benda nicht besessen hatte, und von allen Teilen Europas strömten ihm Schüler zu. Gleichzeitig entwickelte er eine erstaunliche Produktionskraft auf allen Gebieten der Komposition und betätigte sich als Dirigent zahlreicher Musikfeste in Deutschland und England. Auch der Verlust seiner Gattin (1834), für die er in einer zweiten Ehe (seit 1836) mit der Pianistin Marianne Pfeiffer (1807–1892) keinen ganz ebenbürtigen Ersatz fand, vermochte seinen Arbeitseifer und seine Pflichttreue nicht zu vermindern, so wenig wie die kleinlichen Schikanen, die er später von seinem Fürsten zu erdulden hatte, dies namentlich nach dem Revolutionsjahr 1848, obwohl er im Jahr zuvor durch die Ernennung zum Generalmusikdirektor ausgezeichnet worden war. 1835 trat er dem Kunstverein für Kurhessen bei. Spohr war zudem ehrenamtlich tätiger Präsident des von Gustav Schilling 1839 in Stuttgart gegründeten „Deutschen National-Vereins für Musik und ihre Wissenschaft“. 1857 gegen seinen Wunsch und mit teilweiser Entziehung seines Gehalts pensioniert, blieb er bis zu seinem Tod am 22. Oktober 1859 als Mensch wie als Künstler eine Persönlichkeit allgemeiner Verehrung. Er wurde auf dem Hauptfriedhof von Kassel in einem Mausoleum beigesetzt (siehe Foto).

## Nachwirken
Als Komponist hat Spohr die musikalische Literatur auf jedem ihrer Gebiete durch wichtige Werke bereichert. Auf dem der dramatischen Musik wurde er neben Carl Maria von Weber und Heinrich Marschner der Hauptvertreter der romantischen Oper, wenn er auch hinsichtlich des szenisch Wirksamen hinter diesen beiden zurückstand und seine Opern, mit Ausnahme von Jessonda, noch zu seinen Lebzeiten von den deutschen Bühnen verschwanden. Auch in seinen Oratorien Die letzten Dinge, Der Fall Babylons und anderen folgte er ausschließlich seinem Naturell, wiewohl hier seine Neigung zum Elegischen, sein konsequentes Festhalten an einem erhabenen Pathos und der für alle seine Arbeiten charakteristische, nicht selten in Überfülle ausartende Reichtum der Modulation die Wirkung weniger beeinträchtigen als in seinen Opern. Den größten Erfolg hatten die speziell für sein Instrument geschriebenen Werke und seine 15 Violinkonzerte, darunter namentlich das 7., 8. („in Form einer Gesangsszene“) und 9., sowie seine Violinduette. Seine Violinschule ist ein Klassiker im Geigenunterricht und immer noch im Druck erhältlich.
Spohr gilt als der Erfinder des Kinnhalters, den er in seiner Violinschule von 1833, nach zehnjährigem eigenen Versuchen und solchen seiner Schüler, erstmals beschreibt. Außerdem gilt er als Pionier der Nutzung des modernen Taktstockes.
1990 begann das auf Ersteinspielungen spezialisierte Klassiklabel cpo damit, Werke von Spohr einzuspielen. Dies hat dazu beigetragen, seine Musik wieder bekannter zu machen. So spielte die NDR Radiophilharmonie Hannover unter Howard Griffiths 2006 bis 2012 alle Sinfonien ein. Der Geiger Ulf Hoelscher spielte die Violinkonzerte ein, auch seine Faust-Oper erschien bei diesem Label. 1998 veröffentlichte cpo eine CD mit acht Ouvertüren von Spohr.

## Ehrungen
Spohr ist Ehrenbürger der Stadt Kassel. Seit dem 29. August 2009 befand sich das Spohr Museum im Südflügel des Kulturbahnhofs Kassel. Am 2. September 2023 eröffnete es mit einer neuen Dauerausstellung im Palais Bellevue (Kassel). Auf dem Opernplatz steht sein von Ferdinand Hartzer 1882 geschaffenes Standbild. In Kassel gibt es eine Spohrstraße. Sie verläuft dort, wo Louis Spohrs Gartenhaus „Vor dem Cölnischen Tor“ lag. Seit 1994 wird in Kassel ein „Internationaler Louis-Spohr-Wettbewerb“ ausgetragen. Die Musikakademie der Stadt Kassel trägt seit 2012 den Beinamen „Louis Spohr“.
Die Stadt Braunschweig vergibt neben einem jährlichen Jugendförderpreis alle drei Jahre einen nach ihm benannten Louis Spohr Musikpreis Braunschweig „an renommierte und für die Musik der Gegenwart richtungweisende Komponisten“.
Auch die Stadt Seesen verleiht einen Louis-Spohr-Preis, genannt die „Louis Spohr Medaille der Stadt Seesen am Harz“. In Freiburg im Breisgau rief Wolfgang Marschner 1976 einen Internationalen Violinwettbewerb „Ludwig Spohr“ ins Leben (ab 2010 in indirekter Nachfolge „Internationaler Violinwettbewerb Freiburg“). Ein Internationaler LOUIS SPOHR Wettbewerb für Junge Geiger in drei Kategorien (bis 14/17/21 Jahre) findet im Drei-Jahres-Rhythmus an der Hochschule für Musik Franz Liszt Weimar statt. 1906 wurde die Spohrstraße in Wien-Hietzing nach ihm benannt.
In Gotha, wo Spohr von 1802 bis 1813 lebte, erinnert bis heute die Spohrstraße an den Komponisten. Sein als „Spohrhaus“ bekanntes einstiges Wohngebäude am Mühlgrabenweg 15 existiert noch, steht jedoch seit einigen Jahren leer und ist stark sanierungsbedürftig. Die einst an der Straßenseite angebrachte schlichte Erinnerungstafel mit dem Text „Hier lebte Louis Spohr“ ist verschwunden. Seit 1989 trägt die 1986 gegründete Kreismusikschule in Gotha den Titel Kreismusikschule „Louis Spohr“, der große Übungssaal im Gebäude Reinhardsbrunner Straße 23 ist zu Ehren des Komponisten Spohr-Saal benannt. Im März 2013 wurde in Gotha unter Federführung des Violinisten und Konzertmeisters Alexej Barchevitch der Europäische Louis-Spohr-Kulturverein gegründet.
Am ehemaligen Haus der Familie von Sybel in der Heinrich-Heine-Allee Nr. 7 in Düsseldorf wurde zu seinem 200. Geburtstag eine Plakette angebracht. Hier wohnte Spohr im Jahre 1826 zu seiner Erstaufführung des Oratoriums „Die letzten Dinge“ auf dem Niederrheinischen Musikfest und in 1835 zu einem Treffen mit Felix Mendelssohn Bartholdy, Karl Immermann und Christian Grabbe.
Nach ihm wurde der Asteroid (7625) Louisspohr benannt. Auch ein Intercity-Express trug zeitweise seinen Namen. Das Zugpaar Berlin–München hielt unter anderem in Braunschweig und Kassel.

## Werke

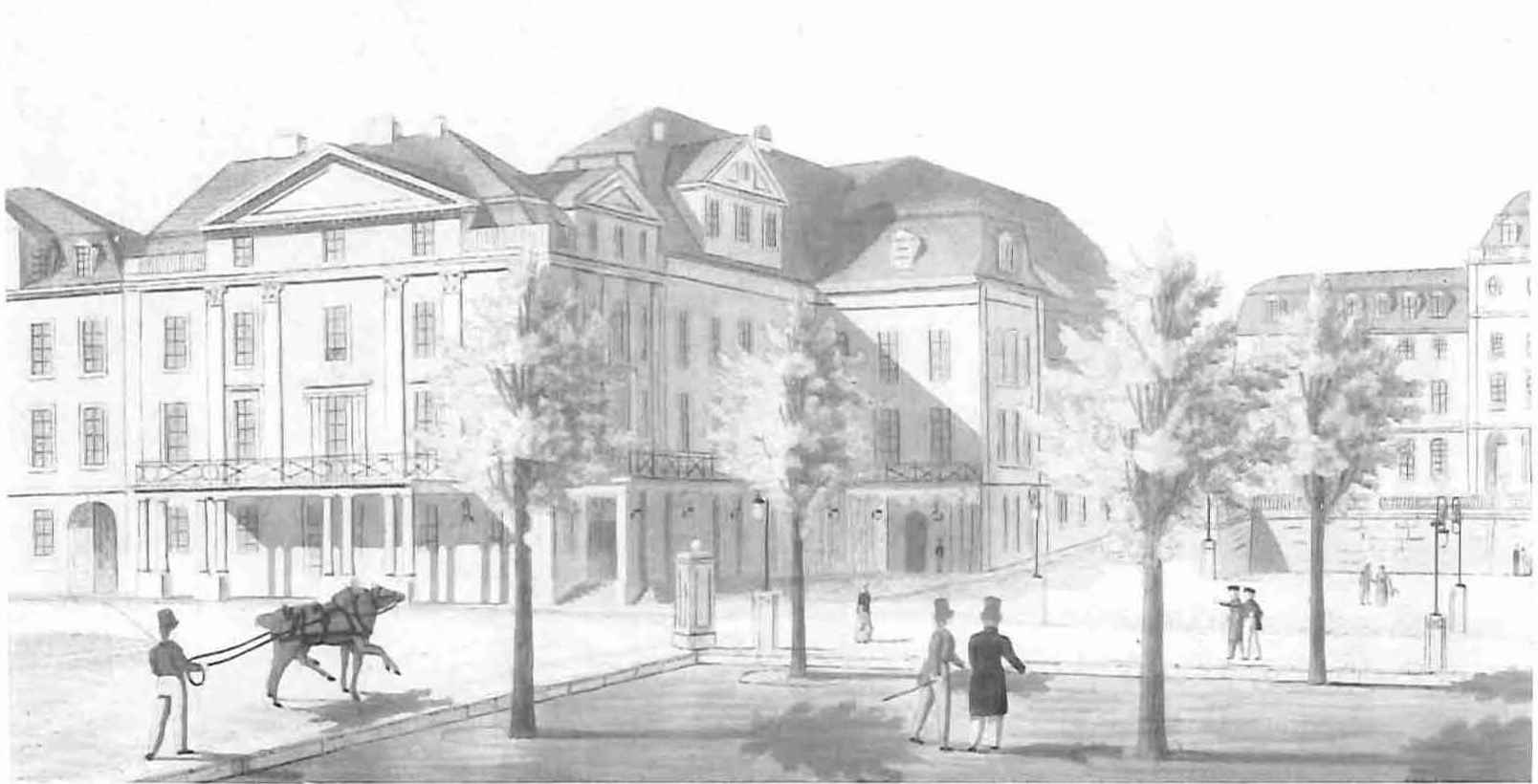
Das alte Opernhaus in Kassel, an dem Spohr 35 Jahre dirigierte

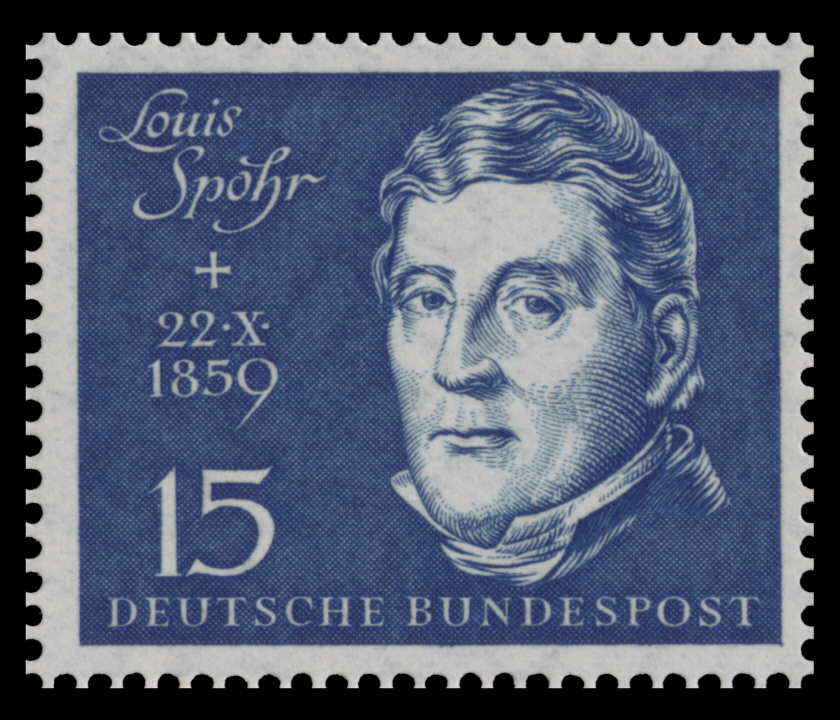
Briefmarke der Deutschen Bundespost (1959) zum 100. Todestag Spohrs und zur Einweihung der Beethovenhalle

Louis Spohr hinterließ etwa 280 Werke (in Klammern ist das Entstehungsjahr angegeben).

### Vokalmusik
Opern
- Die Prüfung, Operette in einem Akt, WoO 48 (1806)
- Alruna, Große Romantische Oper in drei Aufzügen, WoO 49 (1808)
- Der Zweikampf mit der Geliebten, Oper in drei Aufzügen, WoO 50 (1810)
- Faust, Romantische Oper in zwei Aufzügen, WoO 51 (1813; Neufassung mit Rezitativen von 1852, WoO 51a)[15]
- Zemire und Azor, Romantische Oper in zwei Aufzügen, WoO 52 (1818/19)
- Jessonda, Große Oper in drei Aufzügen, WoO 53 (1823)
- Der Berggeist, Romantische Oper in drei Aufzügen, WoO 54 (1824)
- Pietro von Abano, Romantische Oper in zwei Aufzügen, WoO 56 (1827)
- Der Alchymist, Romantische Oper in drei Aufzügen, WoO 57 (1829/30),
- Die Kreuzfahrer, Große Oper in drei Akten, WoO 59 (1843/44)

Schauspielmusiken
- Musik zu Shakespeares Macbeth, WoO 55 (1825)
- Musik zu Karl Birnbaums Schauspiel Der Matrose, WoO 58 (1838; Ouvertüre auch einzeln gezählt als WoO 7)

Oratorien
- Das Jüngste Gericht, Oratorium in drei Abteilungen, WoO 60 (1812)
- Die Letzten Dinge, Oratorium nach Worten der Heiligen Schrift, WoO 61 (1825/26)
- Des Heilands letzte Stunden, Oratorium in zwei Teilen, WoO 62 (1834/35)
- Der Fall Babylons, Oratorium in zwei Teilen, WoO 63 (1839/40)

Weitere Vokalmusik
- Das befreite Deutschland, Kantate für Solostimmen, Chor und Orchester, WoO 64 (1814)

Daneben komponierte Spohr zahlreiche weltliche und geistliche Werke für Chor und Orchester, Chor und Klavier oder Chor a cappella, sowie einige Arien mit Orchesterbegleitung.
- 6 Lieder für Singstimme, Klarinette und Klavier bzw. Violine und Klavier Op. 103
- 6 Lieder für Singstimme, Violine und Klavier Op. 154
- 12 Duette und über 90 Lieder[16] für Singstimme(n) und Klavier, davon 7 Lieder mit vierhändiger Klavierbegleitung

### Instrumentalmusik
Sinfonien
- Nr. 1 Es-Dur, op. 20 (1811)
- Nr. 2 d-Moll, op. 49 (1820)
- Nr. 3 c-Moll, op. 78 (1828)
- Nr. 4 F-Dur „Die Weihe der Töne“, charakteristisches Tongemälde nach einem Gedichte von Carl Pfeiffer, op. 86 (1832)
- Nr. 5 c-Moll, op. 102 (1837), der erste Satz ist eine Umarbeitung der Orchesterfantasie c-Moll über Ernst Raupachs Schauspiel Die Tochter der Luft, WoO 6 (1836)
- Nr. 6 G-Dur „Historische Symphonie im Stil und Geschmack vier verschiedener Zeitabschnitte“, op. 116 (1839)
- Nr. 7 C-Dur „Irdisches und Göttliches im Menschenleben“ für zwei Orchester, op. 121 (1841)
- Nr. 8 G-Dur, op. 137 (1847)
- Nr. 9 h-Moll „Die Jahreszeiten“, op. 143 (1849/50) (mit Zitat des Rheinweinlieds)
- Nr. 10 Es-Dur, WoO 8, ursprünglich op. 156, dann zurückgezogen (1857)

Konzertouvertüren
- Ouvertüre c-Moll, op. 12 (1806)
- Konzertouvertüre im ernsten Stil D-Dur, op. 126 (1842)
- Große Konzertouvertüre F-Dur, WoO 1 (1819)

Einige Ouvertüren zu Bühnenwerken veröffentlichte Spohr gesondert für den Gebrauch im Konzertsaal, zumeist unter eigener Opus-Zahl:
- Ouvertüre zur Oper Die Prüfung, op. 15a
- Ouvertüre zur Oper Alruna, op. 21
- Ouvertüre zur Oper Faust, op. 60
- Ouvertüre zur Oper Jessonda, op. 63
- Ouvertüre zur Oper Der Berggeist, op. 73
- Ouvertüre zu Shakespeares Macbeth, op. 75
- Ouvertüre zur Oper Pietro von Abano
- Ouvertüre zur Oper Der Alchymist

Violinkonzerte
- Konzert Nr. 1 A-Dur, op. 1 (1802)
- Konzert Nr. 2 d-Moll, op. 2 (1804)
- Konzert Nr. 3 C-Dur, op. 7 (1806)
- Konzert Nr. 4 h-Moll, op. 10 (1805)
- Konzert Nr. 5 Es-Dur, op. 17 (1807)
- Konzert Nr. 6 g-Moll, op. 28 (1808/09)
- Konzert Nr. 7 e-Moll, op. 38 (1814)
- Konzert Nr. 8 a-Moll, op. 47 (1816)
- Konzert Nr. 9 d-Moll, op. 55 (1820)
- Konzert Nr. 10 A-Dur, op. 62 (1810)
- Konzert Nr. 11 G-Dur, op. 70 (1825)
- Concertino Nr. 1 (auch Konzert Nr. 12) A-Dur, op. 79 (1828)
- Concertino Nr. 2 (auch Konzert Nr. 13) E-Dur, op. 92 (1835)
- Concertino Nr. 3 (auch Konzert Nr. 14) a-Moll „Sonst und Jetzt“, op. 110 (1839)
- Konzert Nr. 15 e-Moll, op. 128 (1844)
- Konzert G-Dur, WoO 9 (um 1799)
- Konzert e-moll, WoO 10 (1803/04)
- Konzert A-Dur, WoO 12 (1804)
- Konzertsatz für Violine und Orchester, WoO 16 (um 1809)

Spohr ließ drei seiner 18 Violinkonzerte nicht drucken, weil sie seinen Ansprüchen nicht genügten. Das auf Ersteinspielungen spezialisierte Klassiklabel cpo veröffentlichte 2000 die Konzerte WoO 9 und WoO 10 sowie den Konzertsatz WoO 16. 
Klarinettenkonzerte
- Konzert Nr. 1 c-Moll, op. 26 (1808)
- Konzert Nr. 2 Es-Dur, op. 57 (1810)
- Konzert Nr. 3 f-Moll, WoO 19 (1821)
- Konzert Nr. 4 e-Moll, WoO 20 (1828)

Weitere Konzerte und Concertanti für mehrere Instrumente und Orchester
- Concertante für zwei Violinen und Orchester Nr. 1 A-Dur, op. 48 (1808)
- Concertante für zwei Violinen und Orchester Nr. 2 h-Moll, op. 88 (1833)
- Concertante für Violine, Violoncello und Orchester C-Dur, WoO 11 (1803)
- Concertante für Harfe, Violine und Orchester Nr. 1 G-Dur, WoO 13 (1806)
- Concertante für Harfe, Violine und Orchester Nr. 2 e-Moll, WoO 14 (1807)
- Quartettkonzert für zwei Violinen, Viola und Violoncello mit Begleitung des Orchesters a-Moll, op. 131 (1845)

Kammermusik
- Nonett F-Dur für Violine, Viola, Violoncello, Kontrabass, Flöte, Oboe, Klarinette, Fagott und Horn, op. 31 (1813)
- Oktett E-Dur für Violine, zwei Violen, Violoncello, Kontrabass, Klarinette und zwei Hörner, op. 32 (1814)
- Notturno für Harmonie und Janitscharen-Musik (Piccoloflöte, 2 Flöten, 2 Oboen, 2 Klarinetten, 2 Fagotte, Kontrafagott, 2 Hörner, Posthorn, Englischhorn, 2 Trompeten, Posaune, Triangel, Basstrommel und Zimbel) C-dur, op. 34 (1815)
- 4 Doppelquartette für 2 Streichquartette: Nr. 1 d-Moll, op. 65 (1823); Nr. 2 Es-Dur, op. 77 (1827); Nr. 3 e-Moll, op. 87 (1832/33); Nr. 4 g-Moll, op. 136 (1847).
- Septett a-Moll für Klavier, Flöte, Klarinette, Fagott, Horn, Violine und Violoncello, op. 147 (1853)
- Sextett C-Dur für zwei Violinen, zwei Violen und zwei Violoncelli, op. 140 (1848)
- Quintett c-Moll für Klavier, Flöte, Klarinette, Fagott und Horn, op. 52 (1820)
  - dasselbe bearbeitet für Klavier, zwei Violinen, Viola und Violoncello, op. 53 (1820)
- Quintett D-Dur für Klavier, zwei Violinen, Viola und Violoncello, op. 130 (1845)
- 7 Streichquintette (für zwei Violinen, zwei Violen und Violoncello): Es-Dur und G-Dur, op. 33 (1813/14); h-Moll, op. 69 (1826); a-Moll, op. 91 (1833/34); g-Moll, op. 106 (1838); e-Moll, op. 129 (1845); g-Moll, op. 144 (1850).
- 36 Streichquartette (zwischen 1804 und 1857): C-Dur und g-Moll, op. 4; d-Moll op. 11; Es-Dur und D-Dur, op. 15; g-Moll, op. 27; Es-Dur, C-Dur und f-Moll, op. 29; A-Dur, op. 30; E-Dur, op. 43; C-Dur, e-Moll und f-Moll, op. 45; Es-Dur, a-Moll und G-Dur, op. 58; h-Moll, op. 61; A-Dur, op. 68; a-Moll, B-Dur und d-Moll, op. 74; E-Dur, G-Dur und a-Moll, op. 82; Es-Dur, op. 83; d-Moll, As-Dur und h-Moll, op. 84; A-Dur, op. 93; A-Dur, op. 132; C-Dur, op. 141; G-Dur, op. 146; Es-Dur, op. 152; Es-Dur, WoO 41; g-Moll, WoO 42.
- 5 Klaviertrios: Nr. 1 e-Moll op. 119 (1841); Nr. 2 F-Dur op. 123 (1842); Nr. 3 a-Moll op. 124 (1842); Nr. 4 B-Dur op. 133 (1846); Nr. 5 g-Moll op. 142 (1849)
- Zahlreiche Duos, Fantasien, Potpourris, Salonstücke usw. für Violine und Klavier
- Mehrere Sonaten für Harfe und Violine, darunter die Sonate D-dur, op. 113
- Adagio F-Dur für Fagott und Klavier, WoO 35 (nach dem Adagio der Sonate für Harfe und Violine, op. 115)

Musik für Soloinstrumente
- Solostücke für Harfe, darunter die Fantasie c-Moll op. 35
- Solostücke für Klavier, darunter die Felix Mendelssohn Bartholdy gewidmete einzige Klaviersonate Spohrs (As-Dur, op. 125, 1843)
- Rondoletto G-Dur op. 149

### Schriften
- Violinschule von Louis Spohr (1831–1832), Wien: Haslinger 1833, 250 S.
- Selbstbiographie 2 Bände, Kassel 1860–1861, 350+413 S. (Bd. 1 online – Internet Archive, Bd. 2 online – Internet Archive)
  - Faksimiledruck, hrsg. von Eugen Schmitz, Kassel: Bärenreiter-Verlag 1954.
  - Lebenserinnerungen, erstmals ungekürzt nach den autographen Aufzeichnungen herausgegeben von Folker Göthel, Tutzing: Schneider 1968 (2 Bde.) e-text bei Zeno
- Briefwechsel mit seiner Frau Dorette, hrsg. von Folker Göthel, Kassel: Bärenreiter-Verlag 1957.

## Notenausgaben
Einige Werke Spohrs (vor allem Kammermusik und die Klarinettenkonzerte) erschienen in neuen Ausgaben beim Bärenreiter-Verlag sowie bei Breitkopf&Härtel und Henle, sämtliche Sinfonien und eine Vielzahl an Ouvertüren in der umfangreichen Reihe "Sinfonik des 19. Jahrhunderts" des Ries&Erler Musikverlags. Darüber hinaus finden sich Chor(-sinfonische) Werke im Carus Verlagsprogramm, und weitere Ausgaben bei Merseburger, Dohr (die Gesamtausgabe der Lieder Spohrs ist hier hervorzuheben) und dem KammerMusikVerlag.
Eine Liste der Werke und Ausgaben Spohrs ist neben einer Biographie auf der Website des Spohr-Museums Kassel zu finden.

## Schüler (Auswahl)
Zu seinen mehr als 120 Schülern zählen
- Ole Bull
- Norbert Burgmüller
- Ferdinand David
- Johann Peter Emilius Hartmann
- Moritz Heinrich Hauser
- Moritz Hauptmann
- Sabine Heinefetter
- Bernhard Molique
- Heinrich Mühlenbruch
- Fredrik Pacius
- August Wilhelmj

## Dokumente
Briefe und Musikalien von Louis Spohr befinden sich im Archivgut der Leipziger Musikverlage C. F. Peters sowie Breitkopf & Härtel (Bestände 21070 C. F. Peters, Leipzig, sowie 21081 Breitkopf & Härtel, Leipzig) im Staatsarchiv Leipzig.